# 1757 год в музыке

## Классическая музыка
- Иоганн Фридрих Фаш — Serenata Fwv B: 4 \ Beglückter Tag (написана ко дню рождения Екатерины Великой).
- Леопольд Моцарт — Concerto for Trombone in G major.

## Опера
- Флориан Леопольд Гассман — «Меропа» (Merope).
- Пьетро Алессандро Гульельми — опера-буфф «Сапожник-мощенник» (итал. Lo solachianello imbroglione по либретто Доменико Пиньятеро).
- Николо Йоммелли — «Фемистокл» (Temistocle).
- Джузеппе Скарлатти — опера-сериа «Кайо Марио» (Caio Mario, по либретто Гаэтано Роккафорте).
- Жан-Филипп Рамо — «Анакреон» (Anacréon, премьера).
- Эджидио Дуни — опера-комик «Художник, влюблённый в свою модель» (фр. Le peintre amoureux de son modèle).

## Родились
- 22 апреля — Алессандро Ролла, итальянский скрипач, композитор и педагог (умер в 1841).
- 18 июня — Игнац Плейель, французский композитор и пианомастер, основатель фортепианной фабрики «Плейель», существующей и поныне (умер в 1831).

## Умерли
- 27 марта — Ян Вацлав Антонин Стамиц, чешский композитор и скрипач, основоположник мангеймской школы, отец Карла Стамица и Антона Стамица (род. в 1717).
- 23 июля — Доменико Скарлатти, итальянский композитор (род. в 1685).
- 11 августа — Хосе Прадас Гальен (исп. Jose Pradas Gallen), испанский композитор.
- 28 сентября — Андреа Цани[итал.], итальянский скрипач и композитор (род. в 1696).
- 11 октября — Цахариас Хильдебрандт[нем.], немецкий органный мастер (род. в 1688).
- 8 ноября — Пьер Прово (нем. Pierre Prowo), немецкий органист и композитор (род. в 1697).
- дата неизвестна
  - Лодовико Филиппо Лауренти (итал. Lodovico Filippo Laurenti), итальянский композитор (род. в 1693).
  - Балтазар Сиберер (нем. Balthasar Siberer), немецкий учитель и музыкальный педагог австрийского происхождения, один из первых учителей игры на органе Иоганна Эрнста Эберлина и Леопольда Моцарта (род. в 1679).

вероятно — Жан-Батист Массе (фр. Jean-Baptiste Masse), французский виолончелист и композитор (род. около 1700).